# Rahói járás (1946–2020)
A Rahói járás (ukránul: Рахівський район, magyar átírásban: Rahivszkij rajon) egykori közigazgatási egység Ukrajna Kárpátontúli területén 1946–2020 között. Kárpátalja legkeletibb részén helyezkedett el; nyugatról a Técsői járással, északról és keletről az Ivano-frankivszki területtel, délről pedig Romániával volt határos.
1953-ban szervezték meg, elődjének tekinthető azonban az egykori Máramaros vármegye Tiszavölgyi járása.
A 2020. júliusi ukrajnai közigazgatási reform során területének egy részét a Técsői járáshoz csatolták, így jött létre az új Rahói járás. Ezzel a lakossága közel 10 ezer fővel, 82 200 főre csökkent.

## Fekvése
Területén található Ukrajna legmagasabb pontja, a Hóvár (ukránul Hoverla, magassága 2061 méter).

## Történelem
A Rahó környékén lévő Tatár-hágó (931 méter) a Vereckei-hágó után a második legfontosabb átkelési pont a Kárpátok északkeleti vonalán. Éppen ezért a honfoglaláskor már fontos kiindulási helye a környék a magyaroknak. Később azonban ismét erős hatása lesz errefelé a Kijevi Rusznak, míg végül a tatárjárás után elhárul a keleti befolyás, Rahó környéke Máramaros megye része lesz.
Rahómező első írásos említése 1373-ból való, ám jó ideig a környéken nincs jelentősebb település. Óriási lökést adott azonban a Nagybocskó–Rahó–Kőrösmező–országhatár vasútvonal 1894–1895-ös megépítése, amely elsősorban stratégiai célokat szolgált, de addig nem látott fellendülést hozott a környék kézmű- és könnyűiparának is.
1919. január 5-én Rahón alakult meg a Hucul Köztársaság, amelyet azonban a csehszlovák és a román hadsereg felszámolt. 1920 és 1939 között, Csehszlovákia részeként nagy lendülettel folyt tovább a környék fejlődése, ahol a turizmus hamar húzóágazattá vált.
A Rahói járást jelenlegi formájában 1953-ban szervezték meg, elődjének tekinthető azonban az egykori Máramaros vármegye Tiszavölgyi járása, melynek területe nagyjából azonos volt vele, és amelynek székhelye 1896-ban került Nagybocskóról Rahóra. A trianoni békeszerződés után csehszlovák uralom alatt már a mai nevén létezett, ahogy az 1939 és 1944 közötti újbóli, átmeneti magyar uralom alatt is, amikor a Máramarosi közigazgatási kirendeltséghez tartozott. A második világháború után került Kárpátalja egészével együtt a Szovjetunióhoz, Ukrajnába.

## Gazdaság
Rahó környéke ma Ukrajna egyik komoly gazdasági problémákkal küszködő térsége, sok vállalkozás jelentett csődöt az utóbbi időkben. Az ipart a fafeldolgozás képviseli. Rahó környéke továbbá az ukrán Kárpátok turisztikai központja is.

## Terület és népesség
A Rahói járás területe 1892 km², népessége 2001-ben 90 945 fő volt. Ebből a városi népesség, tehát a Rahón vagy a három városi jellegű település valamelyikében élők száma 35 827 főt, a 28 faluban élő vidéki népesség pedig 55 118 főt tesz ki, a városi népesség aránya tehát 39%.
A járás lakóinak többség ukrán (83,8%), azon belül nagyrészt hucul nemzetiségű. A huculok a ruszin nép egyik ágát képviselik, akik hitelesen megőrizték Kárpátalján hagyományos életformájukat, népszokásaikat.
Rahó, Tiszabogdány, Kőrösmező és Gyertyánliget településeken jelentős számú, szórványban élő magyar él (3,2% = 2925 fő).
A román nemzetiségűek a lakosság 11,6%-kát teszik ki, főként a román határ mentén fekvő falvakban (Felsőapsa és Tiszafejéregyház) élnek.

## Közigazgatási beosztás, települések

### Közigazgatási beosztás
A Rahói járás területén található 32 település 21 helyi tanácshoz tartozik, melyek közül egy járási jelentőségű városi tanács, három városi jellegű települési tanács, a többi községi tanács. A városi jellegű települések közül Kőrösmező tanácsához egy társközség is tartozik, míg a községi tanácsok közül 9 önálló, 8 pedig több községet összefogó közös tanács. A tanácsok főbb adatait az alábbi táblázat foglalja össze.
| Magyarosított név (1918) | Magyar név (1944) | Ukrán név (cirill betűkkel) | Ukrán név (átírva) | Rang                      | Települések száma | Népesség (fő, 2001) |
| ------------------------ | ----------------- | --------------------------- | ------------------ | ------------------------- | ----------------- | ------------------- |
| Rahó                     | Rahó              | Рахів                       | Rahiv              | járási jelentőségű városi | 1                 | 14 969              |
| Gyertyánliget            | Gyertyánliget     | Кобилецька Поляна           | Kobilecka Polana   | városi jellegű települési | 1                 | 3392                |
| Kőrösmező                | Kőrösmező         | Ясіня                       | Jaszinya           | városi jellegű települési | 2                 | 8850                |
| Nagybocskó               | Nagybocskó        | Великий Бичків              | Velikij Bicskiv    | városi jellegű települési | 1                 | 9423                |
| Barnabás                 | Barnabás          | Костилівка                  | Kosztilivka        | községi                   | 2                 | 3002                |
| Bilin                    | Bilin             | Білин                       | Bilin              | községi                   | 1                 | 1746                |
| Feketetisza              | Feketetisza       | Чорна Тиса                  | Csorna Tisza       | községi                   | 1                 | 2746                |
| Felsőapsa                | Felsőapsa         | Верхнє Водяне               | Verhnye Vogyane    | községi                   | 2                 | 6612                |
| Kaszómező                | Kaszópolyána      | Косівська Поляна            | Koszivszka Polana  | községi                   | 1                 | 4222                |
| Kisapsa                  | Kisapsa           | Водиця                      | Vodica             | községi                   | 2                 | 2764                |
| Középapsa                | Középapsa         | Середнє Водяне              | Szerednye Vogyane  | községi                   | 2                 | 6795                |
| Láposmező                | Luhi              | Луги                        | Luhi               | községi                   | 2                 | 1388                |
| Lonka                    | Tiszalonka        | Луг                         | Luh                | községi                   | 1                 | 1985                |
| Mezőhát                  | Mezőhát           | Лазещина                    | Lazescsina         | községi                   | 1                 | 4174                |
| Nyilas                   | Nyilas            | Розтоки                     | Roztoki            | községi                   | 1                 | 2803                |
| Rászócska                | Roszucska         | Росішка                     | Rosziska           | községi                   | 1                 | 1144                |
| Terebesfejérpatak        | Trebusafejérpatak | Ділове                      | Gyilove            | községi                   | 3                 | 3197                |
| Tiszabogdány             | Tiszabogdány      | Богдан                      | Bohdan             | községi                   | 2                 | 4074                |
| Tiszaborkút              | Tiszaborkút       | Кваси                       | Kvaszi             | községi                   | 3                 | 2313                |
| Tiszafejéregyház         | Tiszafejéregyház  | Біла Церква                 | Bila Cerkva        | községi                   | 1                 | 3024                |
| Vidráspatak              | Vidráspatak       | Видричка                    | Vidricska          | községi                   | 1                 | 2322                |

### Települések
A Rahói járás területén 32 település található, közülük egy járási jelentőségű város, három városi jellegű település, a többi község. A települések főbb adatait az alábbi táblázat foglalja össze.
| Magyarosított név (1918) | Magyar név (1944) | Ukrán név (cirill betűkkel) | Ukrán név (átírva) | Rang     | Tanács székhelye  | Népesség (fő, 2001) |
| ------------------------ | ----------------- | --------------------------- | ------------------ | -------- | ----------------- | ------------------- |
| Almáspatak               | Sztrimbapatak     | Стримба                     | Sztrimba           | tsk.     | Felsőapsa         | 1340                |
| Barnabás                 | Barnabás          | Костилівка                  | Kosztilivka        | k.t.szh. | helyben           | 1890                |
| Bértelek                 | Breboja           | Бребоя                      | Breboja            | tsk.     | Tiszabogdány      | 710                 |
| Bilin                    | Bilin             | Білин                       | Bilin              | ö.t.k.   | -                 | 1746                |
| Dobrikdűlő               | Dobrikdűlő        | Добрік                      | Dobrik             | tsk.     | Középapsa         | 1106                |
| Dombhát                  | Dombhát           | Стебний                     | Sztebnij           | tsk.     | Kőrösmező         | 807                 |
| Feketetisza              | Feketetisza       | Чорна Тиса                  | Csorna Tisza       | ö.t.k.   | -                 | 2746                |
| Felsőapsa                | Felsőapsa         | Верхнє Водяне               | Verhnye Vogyane    | k.t.szh. | helyben           | 5272                |
| Gyertyánliget            | Gyertyánliget     | Кобилецька Поляна           | Kobilecka Polana   | v.j.t.   | -                 | 3392                |
| Hoverla                  | Hoverla           | Говерла                     | Hoverla            | tsk.     | Láposmező         | 380                 |
| Kaszómező                | Kaszópolyána      | Косівська Поляна            | Koszivszka Polana  | ö.t.k.   | -                 | 4222                |
| Kisapsa                  | Kisapsa           | Водиця                      | Vodica             | k.t.szh. | helyben           | 1882                |
| Kiscserjés               | Kiscserjés        | Вільховатий                 | Vilhovatij         | tsk.     | Barnabás          | 1112                |
| Komlós                   | Komlós            | Круглий                     | Kruhlij            | tsk.     | Terebesfejérpatak | 95                  |
| Kőrösmező                | Kőrösmező         | Ясіня                       | Jaszinya           | v.j.t.   | helyben           | 8043                |
| Körtelep                 | Körtelep          | Хмелів                      | Hmeliv             | tsk.     | Terebesfejérpatak | 429                 |
| Középapsa                | Középapsa         | Середнє Водяне              | Szerednye Vogyane  | k.t.szh. | helyben           | 5689                |
| Láposmező                | Luhi              | Луги                        | Luhi               | k.t.szh. | helyben           | 1008                |
| Mezőhát                  | Mezőhát           | Лазещина                    | Lazescsina         | ö.t.k.   | -                 | 4174                |
| Nagybocskó               | Nagybocskó        | Великий Бичків              | Velikij Bicskiv    | v.j.t.   | -                 | 9423                |
| Nyilas                   | Nyilas            | Розтоки                     | Roztoki            | ö.t.k.   | -                 | 2803                |
| Plajuc                   | Plajuc            | Плаюць                      | Plajuc             | tsk.     | Kisapsa           | 882                 |
| Rahó                     | Rahó              | Рахів                       | Rahiv              | j.j.v.   | -                 | 14 969              |
| Rászócska                | Roszucska         | Росішка                     | Rosziska           | ö.t.k.   | -                 | 1144                |
| Szitni                   | Szitni            | Сітний                      | Szitnij            | tsk.     | Tiszaborkút       | 142                 |
| Terebesfejérpatak        | Trebusafejérpatak | Ділове                      | Gyilove            | k.t.szh. | helyben           | 2673                |
| Tiszabogdány             | Tiszabogdány      | Богдан                      | Bohdan             | k.t.szh. | helyben           | 3364                |
| Tiszaborkút              | Tiszaborkút       | Кваси                       | Kvaszi             | k.t.szh. | helyben           | 1794                |
| Tiszafejéregyház         | Tiszafejéregyház  | Біла Церква                 | Bila Cerkva        | ö.t.k.   | -                 | 3024                |
| Lonka                    | Tiszalonka        | Луг                         | Luh                | ö.t.k.   | -                 | 1985                |
| Trosztyanec              | Trosztyanec       | Тростянець                  | Trosztyanec        | tsk.     | Tiszaborkút       | 377                 |
| Vidráspatak              | Vidráspatak       | Видричка                    | Vidricska          | ö.t.k.   | -                 | 2322                |

### Az 1945 előtti és az azóta alakult községek
A mai Rahói járás területén a magyar uralom alatt (1918-ig és 1939–44 között) a mai 21 tanács és 32 település helyett csak 14 község volt, a többi 1945 után, szovjet uralom alatt szakadt ki ezekből. Ennek összefoglaló adatait az alábbi táblázat mutatja be.
| Magyarosított név (1918) | Magyar név (1944) | Ukrán név (cirill betűkkel) | Ukrán név (átírva) | Belőle kivált községek                    | Népesség (fő, 2001) | Népesség (fő, 1941) | Népesség (fő, 1910) |
| ------------------------ | ----------------- | --------------------------- | ------------------ | ----------------------------------------- | ------------------- | ------------------- | ------------------- |
| Bilin                    | Bilin             | Білин                       | Bilin              | -                                         | 1746                | 1016                | 818                 |
| Felsőapsa                | Felsőapsa         | Верхнє Водяне               | Verhnye Vogyane    | Almáspatak, Kisapsa, Plajuc               | 9376                | 6884                | 4704                |
| Gyertyánliget            | Gyertyánliget     | Кобилецька Поляна           | Kobilecka Polana   | -                                         | 3392                | 2276                | 1832                |
| Kaszómező                | Kaszópolyána      | Косівська Поляна            | Koszivszka Polana  | -                                         | 4222                | 2826                | 2098                |
| Kőrösmező                | Kőrösmező         | Ясіня                       | Jaszinya           | Dombhát, Feketetisza, Mezőhát             | 15 770              | 12 717              | 9795                |
| Középapsa                | Középapsa         | Середнє Водяне              | Szerednye Vogyane  | Dobrikdűlő                                | 6795                | 4559                | 3719                |
| Lonka                    | Tiszalonka        | Луг                         | Luh                | -                                         | 1985                | 2820                | 2385                |
| Nagybocskó               | Nagybocskó        | Великий Бичків              | Velikij Bicskiv    | -                                         | 9423                | 7426                | 5955                |
| Rahó                     | Rahó              | Рахів                       | Rahiv              | Barnabás, Kiscserjés, Nyilas              | 20 774              | 12 455              | 6577                |
| Rászócska                | Roszucska         | Росішка                     | Rosziska           | -                                         | 1144                | 863                 | 586                 |
| Terebesfejérpatak        | Trebusafejérpatak | Ділове                      | Gyilove            | Komlós, Körtelep                          | 3197                | 2648                | 2251                |
| Tiszabogdány             | Tiszabogdány      | Богдан                      | Bohdan             | Bértelek, Hoverla, Láposmező, Vidráspatak | 7784                | 5806                | 3419                |
| Tiszaborkút              | Tiszaborkút       | Кваси                       | Kvaszi             | Szitni, Trosztyanec                       | 2313                | 1870                | 1227                |
| Tiszafejéregyház         | Tiszafejéregyház  | Біла Церква                 | Bila Cerkva        | -                                         | 3024                | 1714                | 1676                |